# Schichtenwasser
Schichtenwasser ist auf einer wasserundurchlässigen oder wenig wasserdurchlässigen Bodenschicht aufgestautes Oberflächenwasser. Die wasserstauende Bodenschicht hindert das Wasser am Versickern in tiefere Schichten. Es wird manchmal auch als schwebendes Grundwasser bezeichnet.
Schichtenwasser hat in der Regel keinen Kontakt zum Grundwasser.
Der Begriff Schichtenwasser wird hauptsächlich in der Geotechnik verwendet. In der Bodenkunde gibt es den Begriff Stauwasser, was in etwa dem Schichtenwasser entspricht.

## Einwirkung auf Bauwerke
Schichtenwasser liegt meistens in höheren Bodenschichten und ist damit für Bauwerke oft gefährlicher als das meistens in tieferen Schichten liegende Grundwasser. Abhilfe gegen Schichtenwasser sind wasserundurchlässige Bauwerke (schwarze Wanne, weiße Wanne), eine Drainage oder ähnliches.
Um Stau- und Schichtenwasser in der Bauphase abzusenken, ist eine wasserrechtliche Erlaubnis erforderlich. Das Gleiche gilt für die dauerhafte Einleitung von Drainagewasser in das Entwässerungssystem oder in einen Vorfluter.

## Trinkwasser
Da das Schichtenwasser aufgestautes Oberflächenwasser ist, ist es auch nicht für die Gewinnung von Trinkwasser geeignet. Nach entsprechender Aufarbeitung ist es in einigen Fällen als industrielles Brauchwasser nutzbar.